# Dorota Kątska
Dorota Kątska (także: Kącka) (ur. 1558, zm. 17 września 1643 w Krakowie) – przez ponad 50 lat (od 1591 do swej śmierci) ksieni krakowskiego klasztoru norbertanek na Zwierzyńcu. 
W okresie piastowania tej funkcji podźwignęła klasztor z gospodarczego i duchowego upadku. Dokonała przebudowy kościoła i klasztoru norbertanek, pobliskiego kościoła Najświętszego Salwatora, wzniosła na nowo kaplicę św. Małgorzaty na Salwatorze, zbudowała dla norbertanek kościół św. Norberta w Krakowie. W 1635 ufundowała także kościółek św. Doroty na wzgórzu pod Grodźcem koło Będzina (Góra Św. Doroty). Prowadziła szeroką działalność charytatywną.